# Sumoto
Sumoto  (japanisch 洲本市, -shi) ist eine Stadt in der Präfektur Hyōgo in Japan.

## Geschichte
Die Stadt Sumoto wurde am 11. Februar 1940 gegründet.

## Sehenswürdigkeiten
Der „Takataya-Kahei-Park“ (高田屋嘉兵衛公園) ist benannt nach dem Reeder und Hokkaidō-Unternehmer Takataya Kahei.

## Verkehr
- Straße
  - Kōbe-Awaji-Naruto-Autobahn
  - Nationalstraße 28

## Söhne und Töchter der Stadt
- Takataya Kahei (1769–1827), Reeder und Händler auf Hokkaidō
- Yūji Horii (* 1954), Videospieleentwickler und Schöpfer der Dragon-Quest-Reihe
- Yūtarō Oda (* 2001), Fußballspieler
- Naoya Uozato (* 1995), Fußballspieler
- Keiji Yamada (* 1954), Präfekturgouverneur von Kyōto

## Angrenzende Städte und Gemeinden
- Minami-Awaji
- Awaji